# Минский международный финансовый центр
Минский международный финансовый центр (МФЦ) (бел. Мінскі міжнародны фінансавы цэнтр) — архитектурный ансамбль, включающий в себя 5 высотных сооружений: 4 башни ,этажностью от 14 до 26 этажей, и 42-этажного многофункционального небоскрёба, находящийся на этапе строительства в районе Минск Мир в Минске. По прошествии строительства небоскрёб должен стать самым высоким сооружением в Беларуси. Окончание строительства запланировано на конец 2027 года.

## Расположение
Строительная площадка Минского международного финансового центра расположена в многофункциональном районе Минск-Мир, вдоль проспекта Мира. Рядом с комплексом находится торгово-развлекательный центр «Авиа Молл». Возле финансового центра, в шаговой доступности, работает новая станция минского метро «Аэродромная».

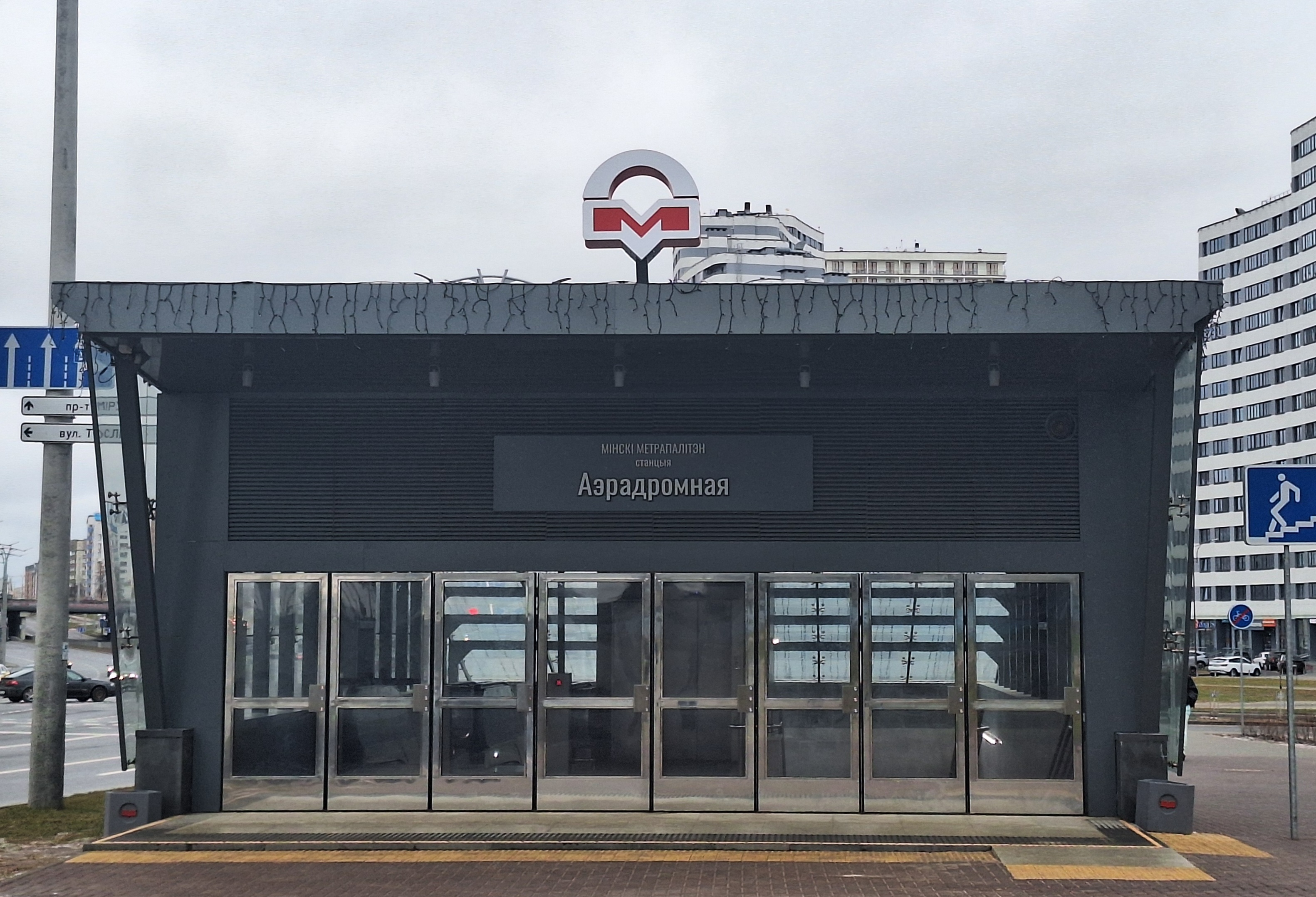
Станция метро "Аэродромная"

## Сведения
По изначальному проекту Минский международный финансовый центр должен представлять из себя комплекс из пяти зданий разной этажности выстроенных по форме угла. Для строительства была выделена территория между улицей Братской и проспектом Мира. Официально строительство началось 14 июля 2022 года, однако работы проводились ещё в 2021 году. Общая площадь пяти зданий комплекса по итогу должна составлять 97 290 м². Под землёй планируется соорудить гараж-стоянку площадью 19 550 м², а также СПА-центр 2000 м², большие бассейны для взрослых и детей.
В начале строительства сообщалось, что высота центральной 42-х этажной башни будет составлять около 180 м, но в более поздних репортажах фигурирует конечная отметка около 164 м.. Этажность самого малого из зданий комплекса составляет 14 уровней.
По информации застройщика в составе Финансового центра и в окрестных кварталах также будет и несколько тысяч бизнес-апартаментов с коммерческими помещениями. Сообщается, что это новая и особая категория жилья с возможностью регистрации и жильцов и бизнеса.

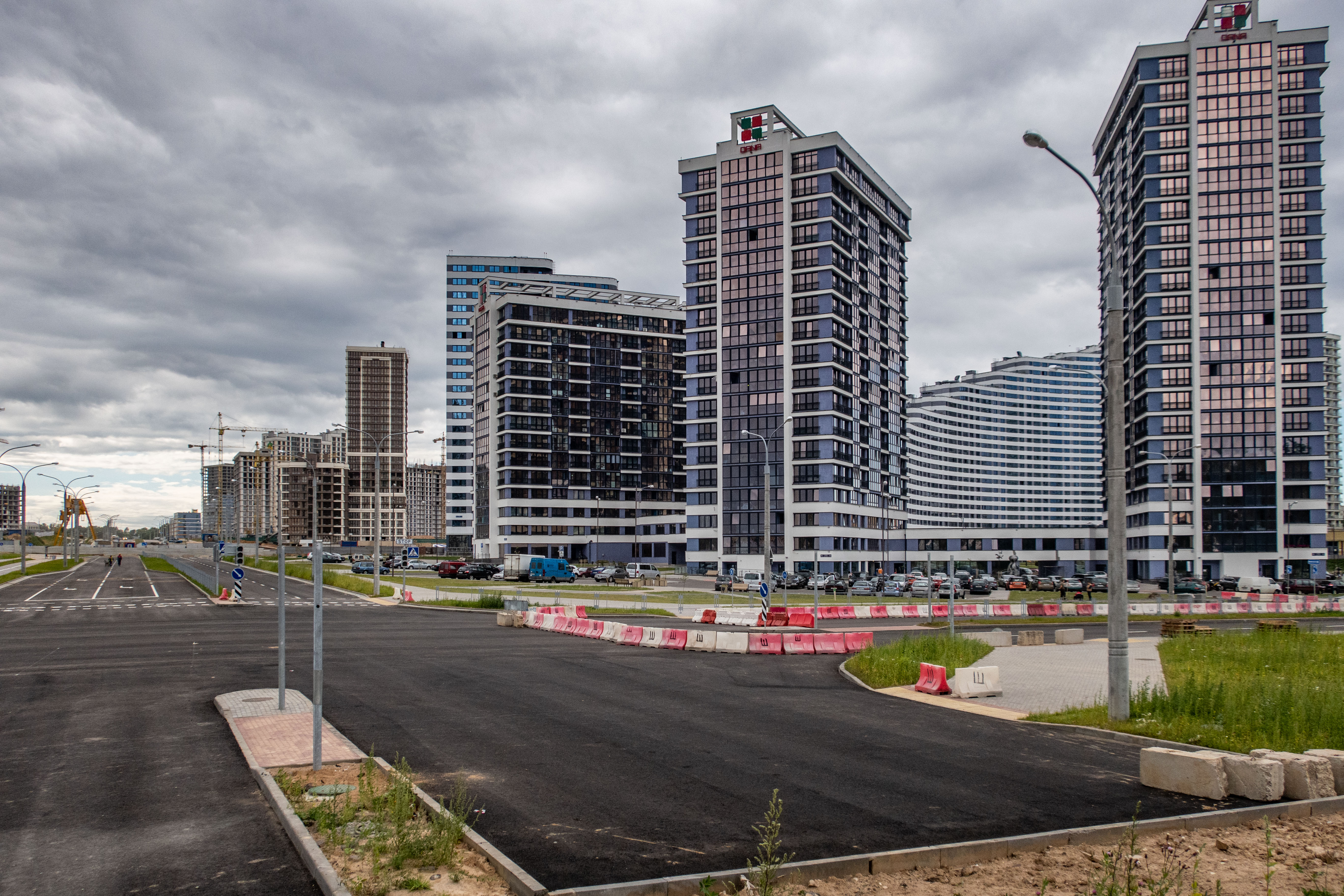
Один из кварталов Минск Мир

На данный момент известно о возведении всех этажей в центральном и соседних зданиях и о начале остекления башен.